# Wolf-Rüdiger Umbach

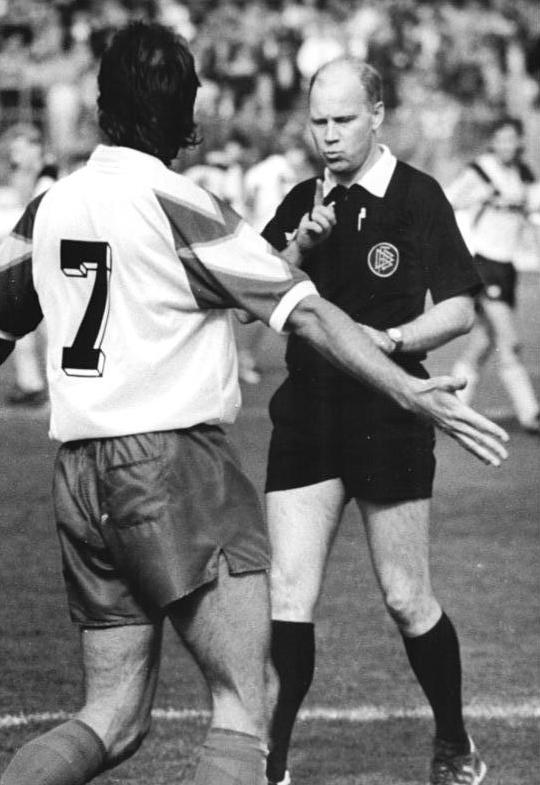
Wolf-Rüdiger Umbach ermahnt Dirk Barsikow in der Oberliga-Partie zwischen Dynamo Dresden und dem Chemnitzer FC am 15. September 1990

Wolf-Rüdiger Umbach (* 7. August 1945) ist ein deutscher Mathematiker und ehemaliger Präsident der Ostfalia Hochschule für angewandte Wissenschaften sowie ehemaliger Schiedsrichter in der Fußball-Bundesliga.

## Leben
Nach dem Abitur 1965 an der Großen Schule Wolfenbüttel studierte er bis 1970 Mathematik an der TU Braunschweig und der University at Buffalo. Die Promotion zum Dr. rer. nat. erfolgte 1971 an der Technischen Universität Braunschweig. Neben der Tätigkeit als wissenschaftlicher Mitarbeiter von 1971 bis 1974 war er Lehrbeauftragter an der Fachhochschule Braunschweig/Wolfenbüttel (heute Ostfalia Hochschule für angewandte Wissenschaften). 1974 erhielt Umbach an der Fachhochschule Braunschweig/Wolfenbüttel eine Professur für Mathematik. Später lehrte Umbach auch das Themengebiet Klimatechnik. Von 1983 bis 1989 war er Dekan des Fachbereiches Versorgungstechnik und 1989 bis 1995 Rektor der Fachhochschule.
1995 wurde Umbach zum Präsidenten der Ostfalia Hochschule für angewandte Wissenschaften gewählt. 2012 wurde seine Amtszeit erneut für eine Periode verlängert, die am 1. September 2013 begonnen hätte. Am 29. Mai 2013 erklärte jedoch Umbach überraschend seinen Rücktritt zum 31. August. Umbach wurde ebenfalls als Mitglied im Vorstand der Landeshochschulkonferenz Niedersachsen für eine weitere Amtszeit bestätigt.

## Sport und Hobby
Umbach ist seit 1996 Präsident des Landessportbundes Niedersachsen. Zuvor war er als Fußballschiedsrichter tätig. Er pfiff von 1980 bis 1991 als Schiedsrichter im deutschen Profi-Fußball, dabei unter anderem 80 Spiele in der 1. Bundesliga.
1991 erhielt er für sein Verhalten im Spiel 1. FC Kaiserslautern gegen SG Wattenscheid 09 den Fair-Play-Preis, als ihn ein von einem Zuschauer geworfenes Feuerzeug an der Schläfe traf und er eine Minute lang bewusstlos am Boden lag. Entgegen der DFB-Anordnung setzte er das Spiel jedoch im Anschluss fort. Er war der erste Bundesliga-Schiedsrichter, der ein Punktspiel in der DDR-Oberliga leitete (am 15. September 1990 in Dresden).

## Ehrungen
2005 erhielt Umbach das Verdienstkreuz 1. Klasse des Niedersächsischen Verdienstordens.